# Tả Doanh
Tả Doanh (tiếng Trung: 左營區; bính âm Hán ngữ: Zuǒyíng Qū; bính âm thông dụng: Zuǒyíng Cyu; Wade–Giles: Tsuo3-ying2 Ch'ü; Bạch thoại tự: Chó-iâⁿ-khu) là một khu (quận) của thành phố Cao Hùng, Trung Hoa Dân Quốc (Đài Loan). Quận nằm ở phía bắc của khu vực đô thị của thành phố và là nơi đặt trụ sở của một số đơn vị hải quân quan trọng của Đài Loan. Tả Doanh có diện tích 19,3888 km², dân số vào tháng 8 năm 2011 là 192.973 người thuộc 74.635 hộ gia đình, mật độ cư trú đạt 9952,8 người/km².

## Vận chuyển

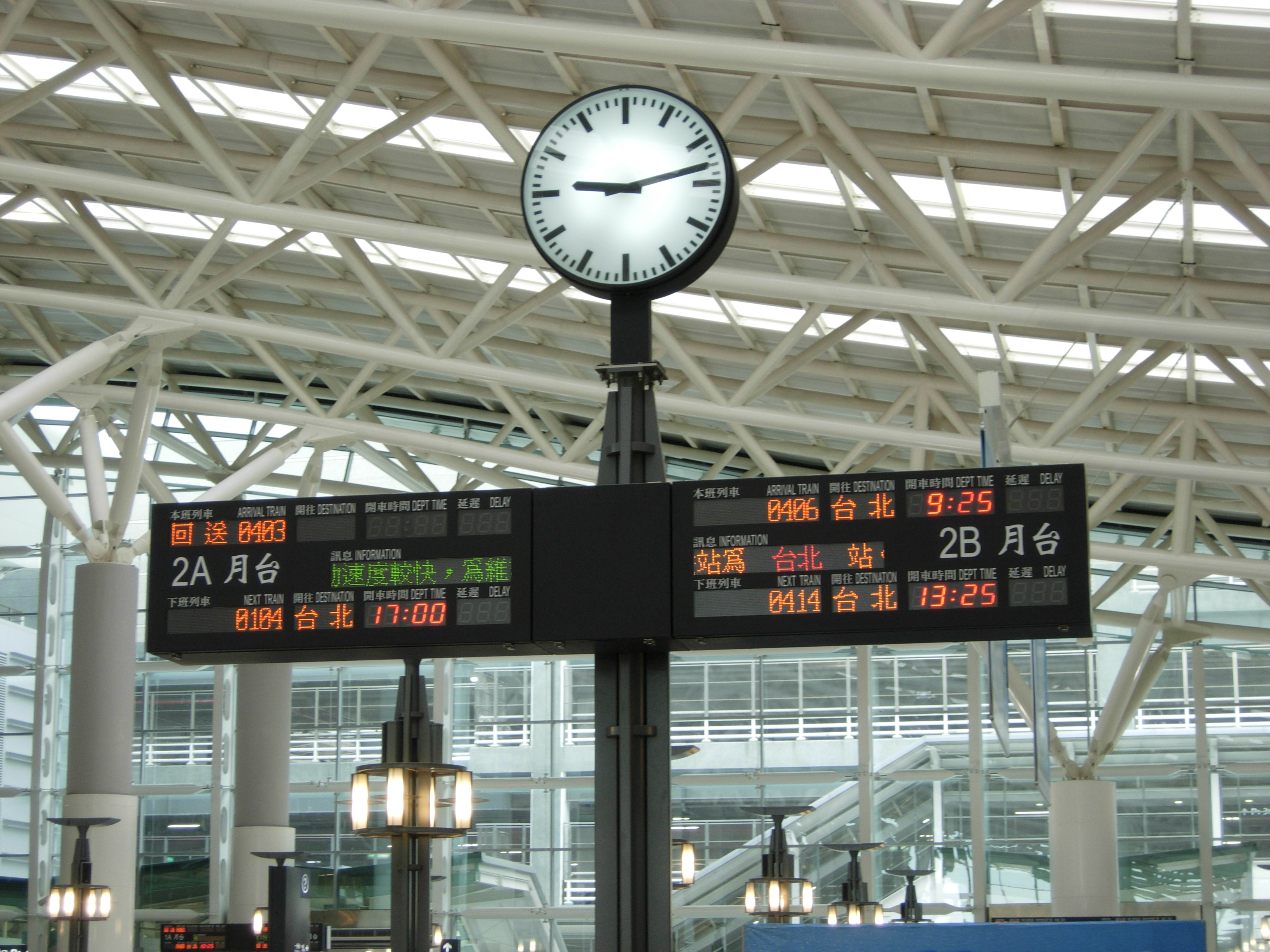
Ga Tả Doanh THSR

Có hai trạm dừng trên Tuyến Bờ Tây thuộc Cục quản lý Đường sắt Đài Loan tại Tả Doanh khu là: Ga Tả Doanh–Phượng Thành và Ga Tân Tả Doanh.
Đường sắt cao tốc Đài Loan (THSR) tại khu vực đô thị Cao Hùng là Ga Tả Doanh, hiện tại là nhà ga cuối tuyến và liên kết với ga Tân Tả Doanh của TRA.